# Кочетов (Саратовская область)
Кочетов — поселок в Калининском районе Саратовской области. Входит в состав сельского поселения Широкоуступское муниципальное образование. 

## География
Находится на расстоянии примерно 13 километр по прямой на север от районного центра города Калининска.

## История
Основан в 1960 году.

## Население
Постоянное население составило 52 человека (69% русские) в 2002 году, 46 в 2010.